# Der Prins muß her
Der Prins muß her ist eine Detektivserie, die zwischen 1984 und 1986 von  Phoenix Film in Deutschland und im Ausland produziert wurde. Sie zeigt die Erlebnisse von Raffael Prins – seines Zeichens Kunstexperte. Durch den Bankrott der Firma seines Vaters ist er gezwungen Aufträge als Detektiv zu übernehmen. Es geht dabei u. a. um Schmuggel, Raub und Wiederbeschaffung von Kunstobjekten.
Dabei hilft ihm der Technik-Spezialist Ernst Bornicke, dem Prins wiederum von den Reisen Ersatzteile für sein Motorrad (Böhmerland) mitbringt. Die Reisebüroleiterin Carla Resch übernimmt die Flug- und Hotelbuchungen. Außerdem kümmert sie sich um die Steuererklärung von Prins.
Folgen
1. Print Art
2. Das Testament des Dr. Mathusius
3. Wenn Skulpturen fliegen lernen
4. Häschen in der Grube
5. Alles durch die Bücher
6. Die Beichte
7. Unterm Gras der Jahre
8. Die steinerne Hochzeit
9. Wenn die Katze aus dem Haus ist
10. Der Herr der Unterwelt
11. Die heilige Cäcilie
12. Bloß nicht untern Hammer